# Whim House

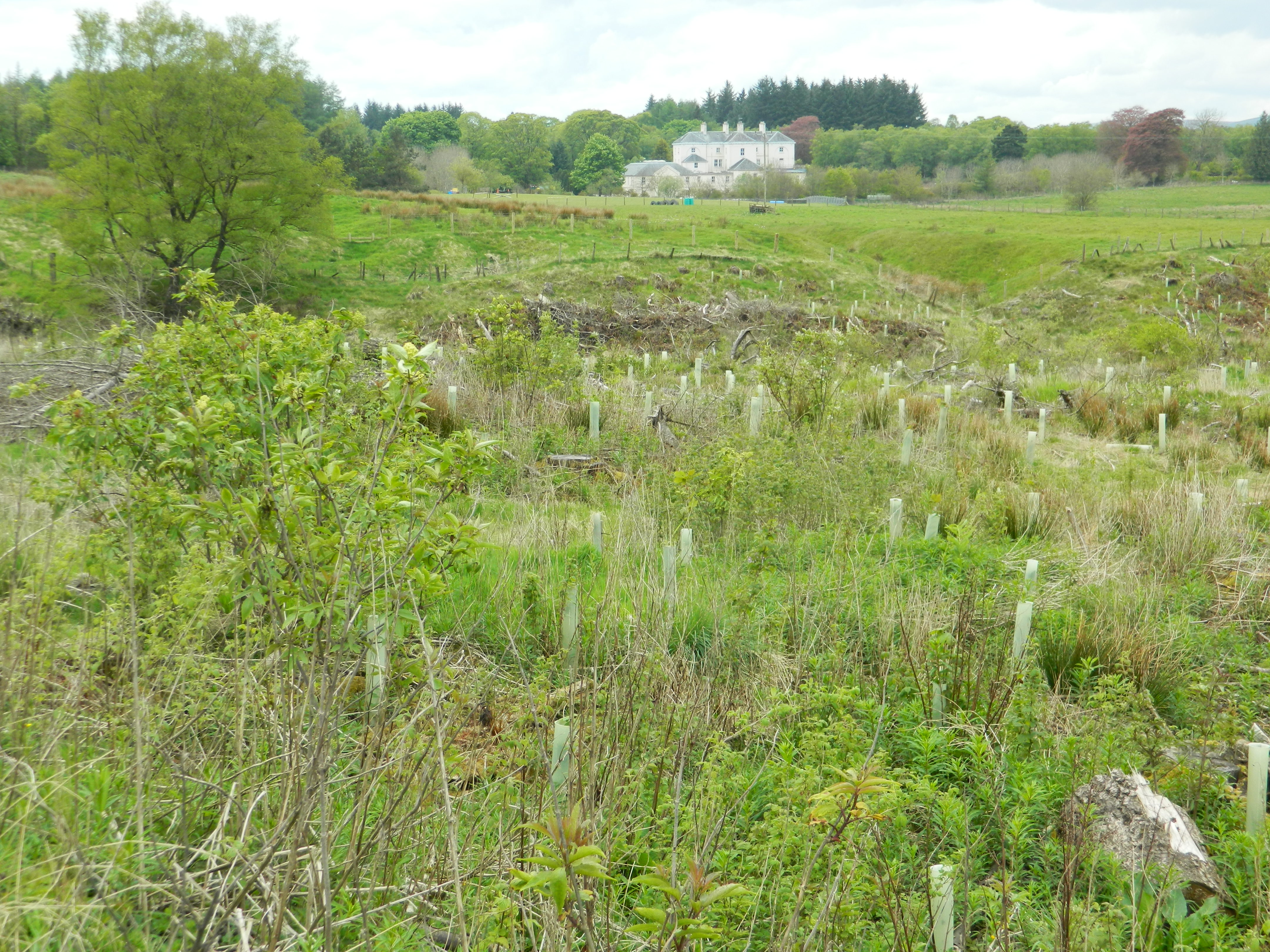
Whim House

Whim House, auch Whim Hall, ursprünglich Blair Bog, ist ein Herrenhaus nahe der schottischen Ortschaft Lamancha in der Council Area Scottish Borders. 1971 wurde das Bauwerk in die schottischen Denkmallisten in der Denkmalkategorie B aufgenommen. Des Weiteren sind verschiedene Außengebäude separat als Denkmäler geschützt.

## Geschichte
Archibald Campbell, der spätere dritte Duke of Argyll, erwarb das Blair Bog bezeichnete Anwesen um 1730. Er entwickelte es als landwirtschaftliches Anwesen, auf dem er zwischen 1731 und 1734 die Keimzelle des heutigen Whim House errichten ließ. An der Planung des Herrenhauses könnte William Adam beteiligt gewesen sein. Das zwischenzeitlich in Whim House umbenannte Gebäude wurde 1759 nach einem Entwurf von John Adam erweitert. John Campbell, 4. Duke of Argyll veräußerte Whim 1763 an James Montgomery, 1. Baronet. Dieser ließ Whim House erweitern, aufstocken und überarbeiten, wodurch das Herrenhaus weitgehend sein heutiges Aussehen erhielt. Im 20. Jahrhundert beherbergte Whim House ein Hotel (White House Hotel). Heute ist dort ein Pflegeheim untergebracht.

## Stallungen
Die zugehörigen Stallungen sind rund 100 m südlich des Herrenhauses gelegen. Der im 18. Jahrhundert erbaute Komplex ist auf Grund seines quadratischen Grundrisses als Whim Square bekannt. Auf einer Karte der Ordnance Survey aus dem Jahre 1858 ist ein kurzer Flügel als Ruine bezeichnet. Die Stallungen sind als Denkmal der höchsten Kategorie A klassifiziert.

## Cowden Lodge
An der passierende Straße (A701) gelegen, flankiert die Cowden Lodge die Einfahrt zu dem Anwesen. Das Mauerwerk der im späten 18. Jahrhundert erbauten Lodge besteht aus Steinquadern, die zu einem Schichtenmauerwerk verbaut wurden. An der südostexponierten Frontseite flankieren zwei Drillingsfenster eine Nische, in der eine Statue aufgestellt ist. Ein Anbau an der Rückseite ist neueren Datums. Das Gebäude schließt mit einem Walmdach. Es ist als Kategorie-B-Denkmal klassifiziert.

## Eishaus
Nahe den Stallungen befindet sich das Eishaus. Es handelt sich um eine annähernd eiförmige Kaverne, die mit Steinquadern ausgekleidet ist. Der Zugang ist als flaches Tonnengewölbe gearbeitet. Das Eishaus ist ebenfalls als Denkmal der Kategorie B geschützt.